# Anjeza Shahini
Anjeza Shahini este o cântăreață din Albania. A reprezentat țara la Eurovision 2004 și a ieșit pe locul 7.